# Alberik van Trois-Fontaines
Alberik van Trois-Fontaines (Frans: Aubri de Trois-Fontaines; Latijn: Albericus Trium Fontium) (gestorven na 1252) was een cisterciënzermonnik en kroniekschrijver die in het Latijn schreef uit de 13e eeuw.

## Levensloop
Alberik, waarschijnlijk geboren in het prinsbisdom Luik, was monnik in de abdij van Trois-Fontaines gelegen in het bisdom Châlons.
In 1232 begon hij met het schrijven van zijn kroniek met als titel: Chronica Alberici Monachi Trium Fontium die de gebeurtenissen in de wereld beschreef vanaf de Schepping tot in het jaar 1241. Voor de gebeurtenissen die plaatsvonden voor de 13e eeuw gebruikte Alberik als bron de boeken 45 tot en met 49 van de Chronicon van Helinandus van Froidmont. De gebeurtenissen die nadien plaatsvonden, werden door Alberik in detail beschreven. Zo beschreef hij onder meer de Kinderkruistocht en het leven van keizer Hendrik VI van het Heilige Roomse Rijk.